# 托伦特德辛卡
托伦特德辛卡，是西班牙阿拉贡自治区韦斯卡省的一个市镇。总面积57平方公里，总人口1103人（2001年），人口密度19人/平方公里。